# Cordia skutchii
Cordia skutchii är en strävbladig växtart som beskrevs av L M. Johnston. Cordia skutchii ingår i släktet Cordia, och familjen strävbladiga växter. Inga underarter finns listade i Catalogue of Life.